# Isoperla obscura
Isoperla obscura is een steenvlieg uit de familie Perlodidae. De wetenschappelijke naam van de soort is voor het eerst geldig gepubliceerd in 1840 door Zetterstedt.